# Озориу (Риу-Гранди-ду-Сул)
Озориу (порт. Osório) — муниципалитет в Бразилии, входит в штат Риу-Гранди-ду-Сул. Составная часть мезорегиона Агломерация Порту-Алегри. Входит в экономико-статистический микрорегион Озориу. Население составляет 36 131 человек на 2006 год. Занимает площадь 663,267 км². Плотность населения — 61,3 чел./км².

## История
Город основан в 1732 году.

## Статистика
- Валовой внутренний продукт на 2004 год составляет 424.650.000,00 реалов (данные: Бразильский институт географии и статистики).
- Валовой внутренний продукт на душу населения на 2004 год составляет 10.819,00 реалов (данные: Бразильский институт географии и статистики).
- Индекс развития человеческого потенциала на 2000 год составляет 0,839 ▲ (данные: Программа развития ООН).

## География
Климат местности: субтропический гумидный. В соответствии с классификацией Кёппена, климат относится к категории Cfa.

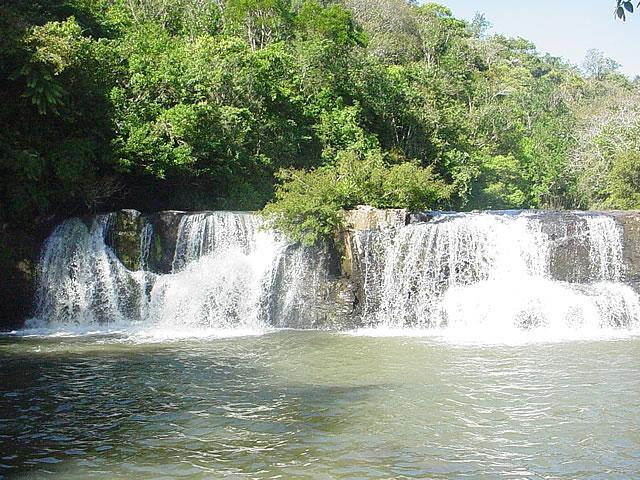

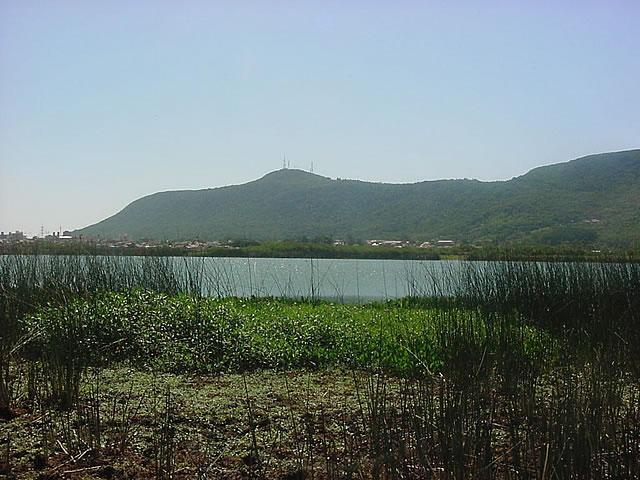